# Bernard de Nogaret de La Valette d’Épernon

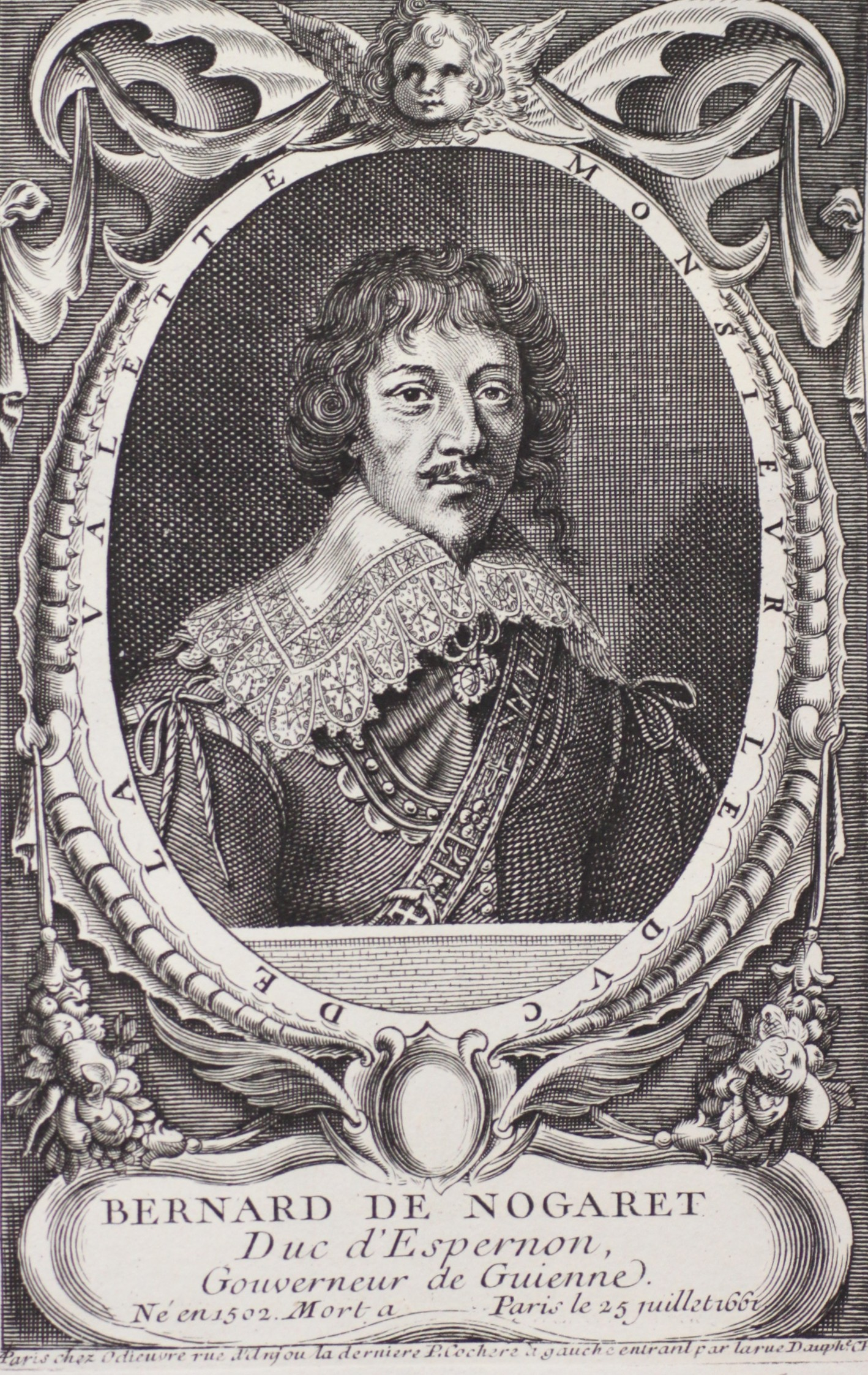
Bernard de Nogaret de La Valette

Wappen Nogaret de La Valette

Bernard de Nogaret de La Valette d’Épernon (* 1592 in Angoulême; † 25. Juli 1661 in Paris), duc d’Épernon – auch: d’Espernon und von La Valette, aus der Familie Nogaret de La Valette, war ein Aristokrat und Militärbefehlshaber im Königreich Frankreich des 17. Jahrhunderts.

## Leben
Er war der zweite Sohn von Jean Louis de Nogaret de La Valette und der Marguerite de Foix-Candale, Enkelin von Anne de Montmorency. Bernard hatte als Tutoren für „Weisheit“ die Herren du Plessis und für das Waffenhandwerk die Herren de la Brou. Er unternahm Reisen nach Italien und nach Deutschland, wo er mit Kaiser Rudolf II. zusammentraf. Er war beteiligt, als im März 1622 Villebois-Lavalette, Lehen seines Vaters, zum Herzogtum und zur Pairie erhoben wurde.
Im Alter von 18 Jahren wurde er 1610 zum Colonel général über die „Bandes françaises“ ernannt, womit er Nachfolger seines Vaters wurde. Er bekleidete diesen (provisorischen) Titel während der letzten Aktionen gegen die Hugenotten: der Belagerung von Saint-Jean-d’Angély und der Belagerung von Royan (1621), der Entwaffnung der Protestanten im Languedoc (1629), des Angriffs am Pass bei Susa (1629), in der Picardie (1636) und in Guyenne.
1637 unterdrückte er den Aufstand der Croquants.
Von 1635 bis 1638 stand er im Kampf gegen Spanien, als er die Labourd besetzen konnte, aber in der Schlacht bei Fontarrabie 1638 eine vernichtende Niederlage hinnehmen musste. Der Oberkommandierende Kardinal Henri d’Escoubleau de Sourdis versuchte, die Schuld auf ihn abzuwälzen, da er einen Angriffsbefehl missachtet habe. Derselbe Sourdis hatte allerdings einige Jahre zuvor eine scharfe Auseinandersetzung mit Bernards Vater gehabt. Daraufhin wurde dieser zum Tode verurteilt, konnte sich jedoch nach England in Sicherheit bringen. Hier verblieb er fünf Jahre im Exil. Nach dem Tode von Louis XIII 1643 und dem seines Vaters ein Jahr vorher, die ihm die Erbschaft des Titels „Duc d’Épernon“ einbrachte, kehrte er nach Frankreich zurück. Das Urteil von 1638 war mithilfe von Kardinal Mazarin durch das Parlament in Paris aufgehoben worden.
1643 wurde er dann auch de jure Colonel général der Infanterie.
Er wurde Gouverneur von Guyenne, was er bis zu seinem Tode blieb. Von 1651 bis 1659 war er auch Gouverneur des Herzogtums Burgund.
Während des Aufstandes der Fronde wurde er mit der Verfolgung ihrer Mitglieder im Parlament von Bordeaux beauftragt. Dabei zerstörte er im Herbst 1650 die Burg Langoiran im Bordelais, die der Stammsitz des Parlamentspräsidenten Guillaume d’Affis war. Wenig beeindruckt zeigte er sich von den bösen Gerüchten, die von seinen Feinden über ihn in Umlauf gebracht wurden, und zeichnete sich wie sein Vater durch seine Raubgier, seine Brutalität und seine Laster aus.
Nachdem er sich in der Gascogne äußerst unbeliebt gemacht hatte, kehrte er nach Paris zurück, wo er 1661 verstarb. In seinem Testament vermachte er seine Besitzungen der Familie Foix-Candale.
Sichere Quellen sprechen davon, dass er 1627 seine Ehefrau Gabrielle, legitimierte Tochter von Henri IV und der Marquise de Verneuil, vergiftet habe. Mit ihr hatte er einen Sohn, Louis Charles de Nogaret de Foix, Duc de Candale, und eine Tochter, Anne-Louise-Christine de Foix de La Valette d’Épernon. Seine zweite Ehefrau, Marie du Cambout, betrog er öffentlich mit der Bürgerlichen Ninon de Lenclos, die ihn völlig beherrschte und die ihm eine unbekannte Anzahl an Kindern gebar.
Er war Förderer der Theatertruppe von Charles Dufresne, aus der später das Theater von Molière hervorging.

## Alle Titel
Monseigneur Bernard de Foix de La Valette, duc d’Espernon et pair de France, colonel général de France, prince Captal de Buch, sire de L’Esparre, chevalier des ordres du roy et de la Jarretière, Gouverneur und Lieutenant-général pour Sa Majesté en ses Pays de Bourgogne et Bresse usw.
Er war außerdem Duc de La Valette und Pair von Frankreich zwischen 1622 und 1649 sowie weitere drei Jahre ab 1658, nach dem Tod seines Sohnes Louis-Charles, bis zu seinem eigenen Ableben.
Sein älterer Bruder Henry de Nogaret de La Valette war Erbe des Herzogtums Foix-Candale. Er wurde ebenfalls für das Desaster bei Fontarrabie verantwortlich gemacht.

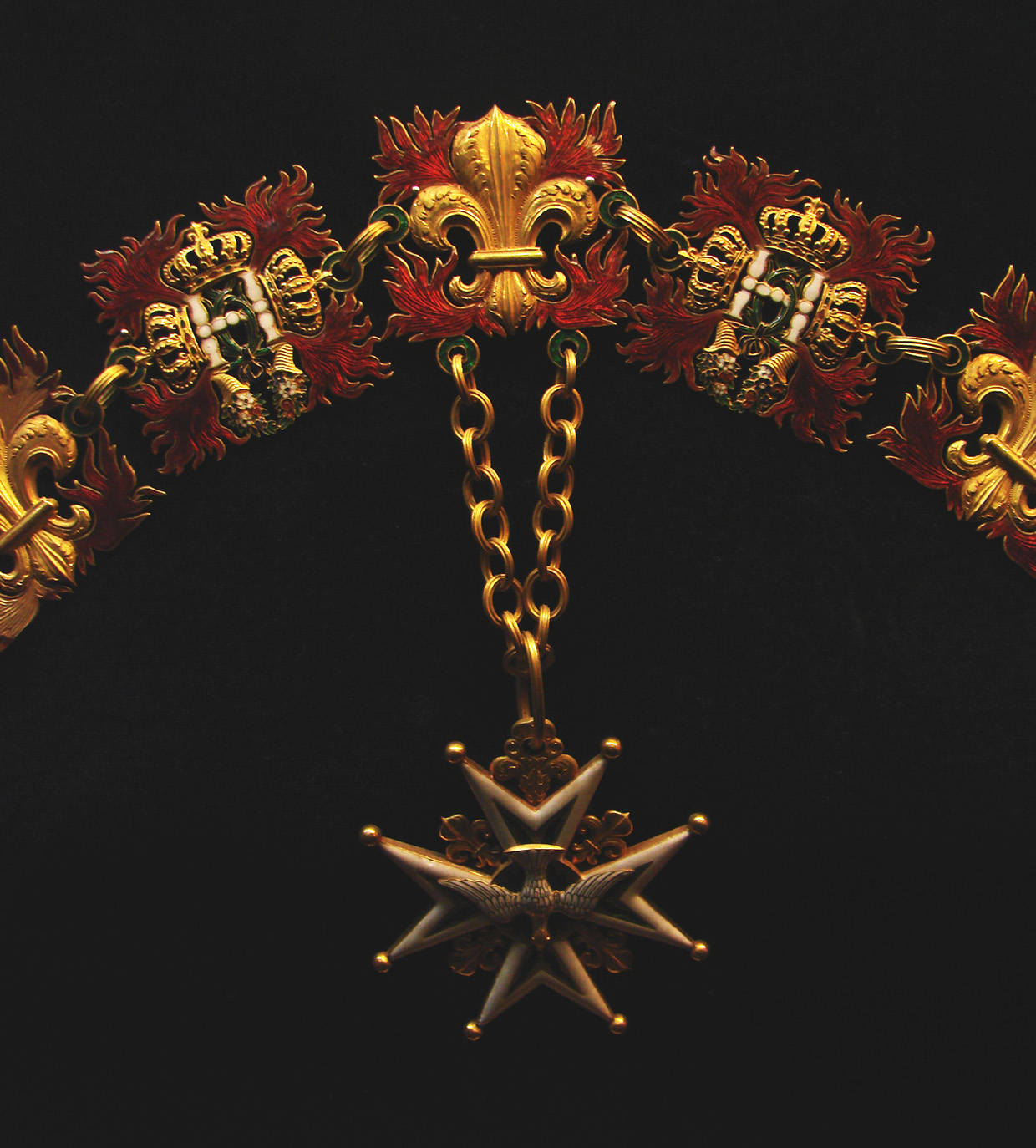
Ordre du Saint-Esprit
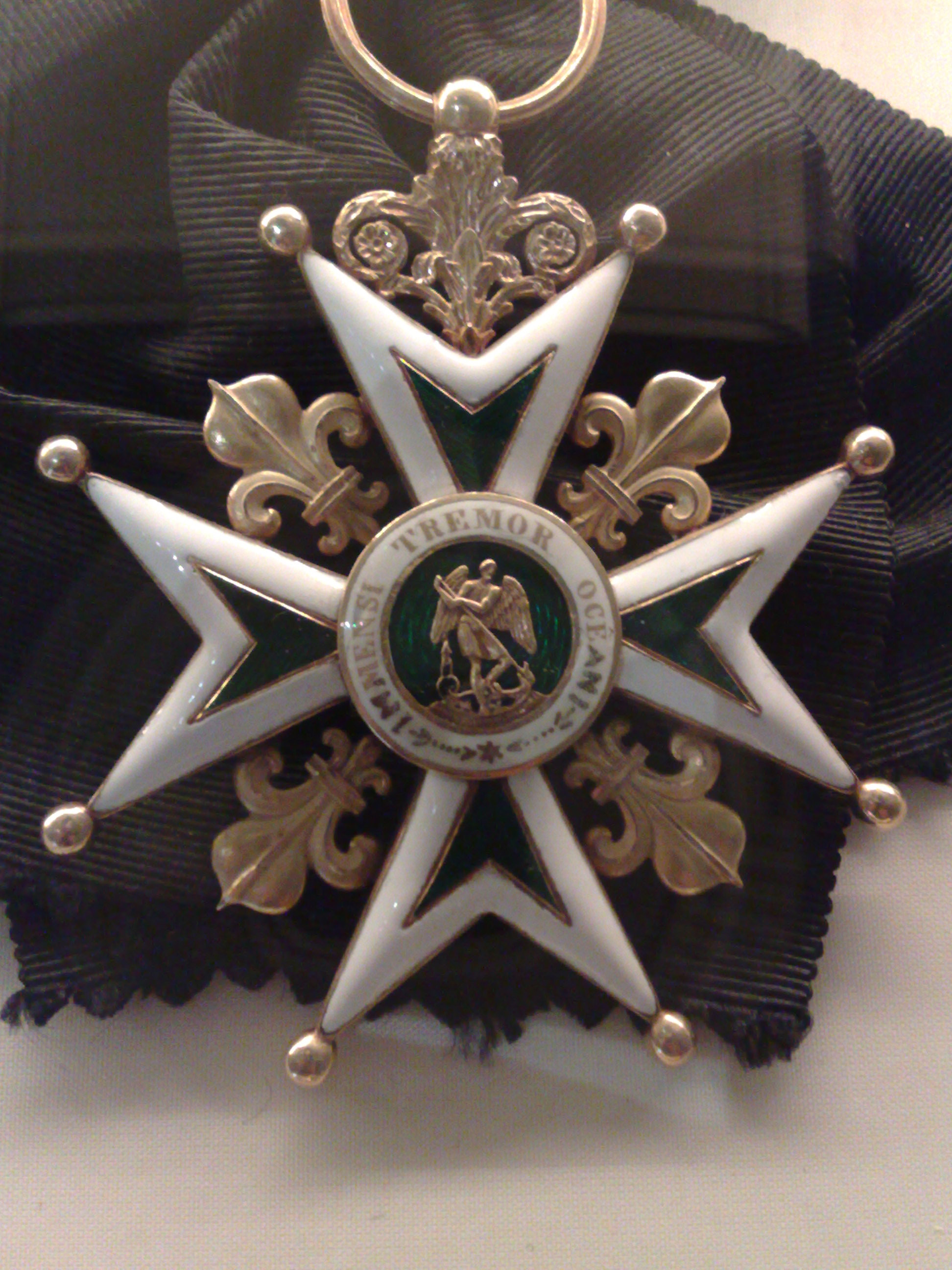
Ordre de Saint-Michel
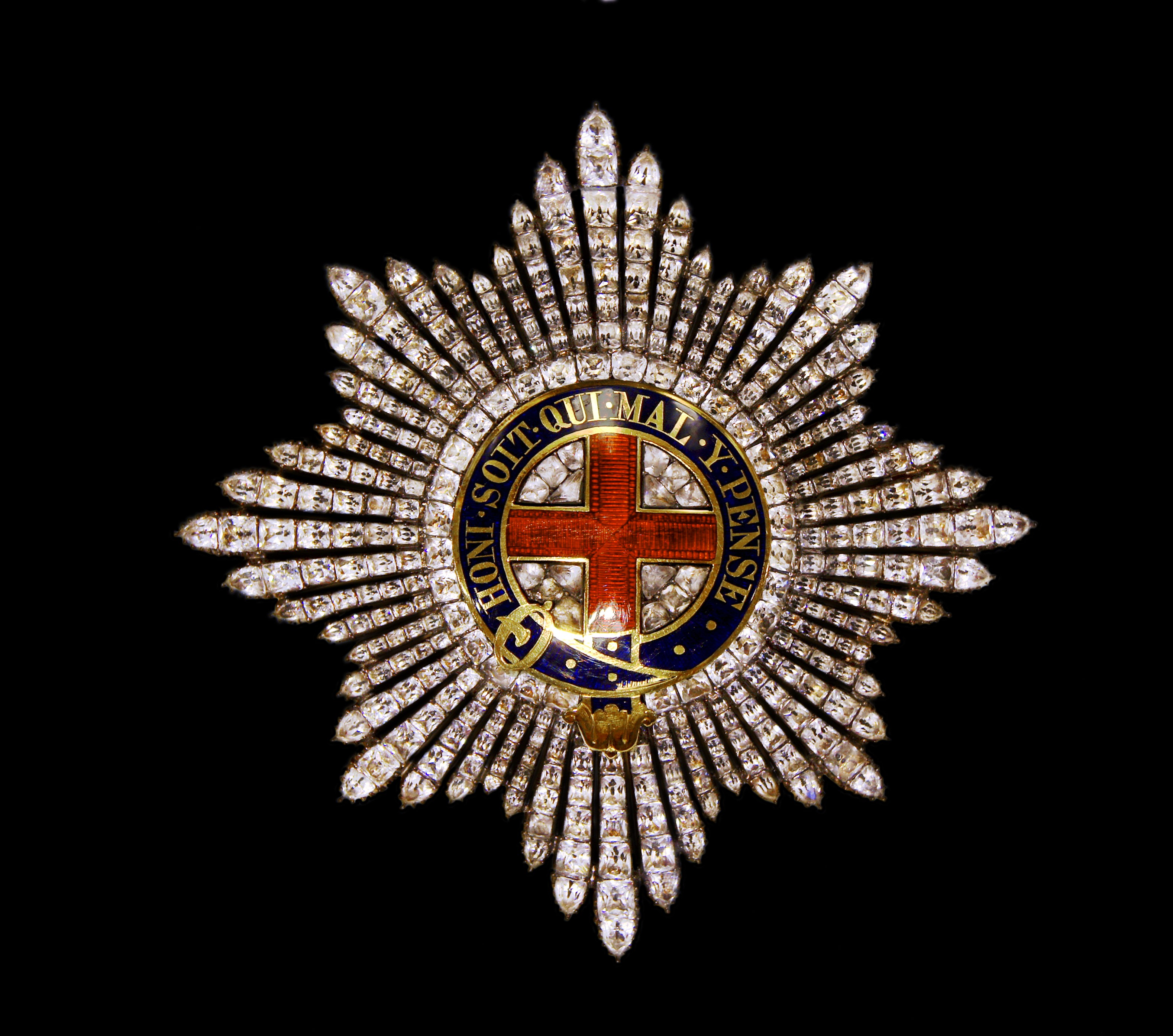
Hosenbandorden